# بول روجرز
بول روجرز (بالإنجليزية: Paul Rogers) مواليد 29 سبتمبر 1973، هو لاعب كرة سلة أسترالي سابق بدأ مسيرته الاحترافية في سنة 1992. اعتزل اللعب في 2010.

## روابط خارجية
- بول روجرز على موقع الاتحاد الدولي لكرة السلة (الإنجليزية)
- بول روجرز على موقع سبورتس رفرنس (الإنجليزية)
- بول روجرز على موقع الدوري الإسباني لكرة السلة (الإسبانية)
- بول روجرز على موقع كرة السلة الأوروبية.كوم (الإنجليزية)
- بول روجرز على موقع كلية كرة السلة في سبورتس رفرنس.كوم (الإنجليزية)
- بول روجرز على موقع ريلجم (الإنجليزية)
- بول روجرز على موقع بروبوليرز (الإنجليزية)
- بول روجرز على موقع سبورتس رفرنس (الإنجليزية)
- بول روجرز على موقع أوليمبيديا (الإنجليزية)
- بول روجرز على موقع اللجنة الأولمبية الأسترالية (الإنجليزية)